# Línea 751 (Suburbanos Montevideo)
La línea 751 de la red de transporte  suburbano de Montevideo une la terminal Baltasar Brum con la ciudad de Joaquín Suárez.

## Características
Une desde sus inicios la ciudad de Montevideo con Joaquín Suárez, es considerada una de las líneas suburbanas  de mayor demanda  debido a la diferencia del trazado de sus rutas y la amplitud de localidades y barrios por los que circula. 
En el año 2009 a instancias de la construcción del anillo perimetral, debió realizarse una modificación significativa en su recorrido, al igual que también en las líneas 750, 752 y 753, ya que luego de su inauguración las mismas comenzarían a circular por la nueva ruta perimetral 102.
En el año 2020 comenzó a formar parte del Sistema de Transporte Metropolitano.

## Recorridos
| Recorrido (por Camino Andaluz) |

| Partida Andén 2 (Estación Baltasar Brum) - Galicia - Julio Herrera y Obes - Paysandú - República - Democracia - Daniel Muñoz - Cufré - Miguelete - Juan R. Gómez - Presidente Berro - Avenida 8 de Octubre - Andén 2 (Intercambiador Belloni) - Avenida José Belloni - Camino Repetto - Camino Paso de la Española - Camino Al Paso del Andaluz - Anillo perimetral - Camino Al Paso del Andaluz - Ruta 84 - Avenida Fiorito - José Artigas - Suárez | - Retorno - Suárez - José Artigas - Avenida Fiorito - Ruta 84 - Camino Al Paso del Andaluz - Anillo perimetral - Camino Paso de la Española - Camino Repetto - Avenida José Belloni - Andén 2 (Intercambiador Belloni) - Avenida 8 de Octubre - Avelino Miranda - Goes - Juan Paullier - La Paz - Dr. Martín C. Martínez - Avenida Uruguay - Ciudadela - Rambla Franklin D. Roosevelt (Estación Baltasar Brum) |

| Recorrido (por Camino Repetto) |

| Partida Andén 2 (Estación Baltasar Brum) - Galicia - Julio Herrera y Obes - Paysandú - República - Democracia - Daniel Muñoz - Cufré - Miguelete - Juan Ramón Gómez - Presidente Berro - Avenida 8 de Octubre - (Andén 2 Intercambiador Belloni) - Avenida José Belloni - Camino Repetto - Camino Toledo Chico - Camino Cruz del Sur - Camino Los Castaños - Ruta 84 - Avenida Fiorito - Artigas - Suárez | Vuelta - Suárez - Artigas - Avenida Fiorito - Ruta 84 - Camino Los Castaños - Camino Cruz del Sur - Camino Toledo Chico - Camino Repetto - Avenida José Belloni - (Andén 2 Intercambiador Belloni) - Avenida 8 de Octubre - Avelino Miranda - Goes - Juan Paullier - La Paz - Dr. Martín C. Martínez - Avenida Uruguay - Ciudadela - Rambla Franklin D. Roosevelt - (Estación Baltasar Brum) |